# Теплов, Борис Михайлович
Бори́с Миха́йлович Тепло́в (8 [20] октября 1896, Тула — 28 сентября 1965, Москва) — советский психолог, основатель школы дифференциальной психологии. Действительный член АПН РСФСР (1945), заслуженный деятель науки РСФСР (1957), профессор, доктор педагогических наук (по психологии). С 1929 сотрудник Института психологии в Москве (ныне Психологический институт РАО; в 1933—35 и 1945—52 — заместитель директора института), научный руководитель лаборатории «Психофизиология индивидуальных различий», созданной в 1952. Главный редактор журнала «Вопросы психологии» (1958—1965).

## Биография
Родился в 1896 году в Туле в дворянской семье. С ранних лет учился французскому языку и стал владеть им в совершенстве, в Тульской мужской классической гимназии отлично освоил немецкий язык. Наряду с гимназическим получил и музыкальное образование, в дальнейшем, уже будучи в Москве, он стал брать уроки игры на фортепиано у К. Н. Игумнова.
В 1914 году поступил на философское отделение историко-филологического факультета Московского университета, где стал специализироваться по психологии. На втором курсе начал посещать «психологический практикум» Психологического института при Московском университете, которым руководил Г. И. Челпанов.
В 1916 году был призван в армию. После окончания школы прапорщиков получил назначение в один из пехотных полков на Западном фронте, где и пробыл до окончания Первой мировой войны, участвовал в боевых действиях.
После октября 1917 года был избран на одну из командных должностей своего полка. К концу года демобилизован.
С января 1918 года Борис Михайлович стал служить в Москве помощником секретаря народного суда Тверского участка, возобновив одновременно занятия в университете. В феврале 1919 года он был призван в Красную Армию, где его направили в Высшую школу военной маскировки, которую он окончил в 1921 году. Одновременно продолжал учиться в университете.
Вскоре Б. М. Теплов был назначен начальником Отдела опытных станций, занимавшихся вопросами военной маскировки. Он выдвинулся как один из создателей маскировочного дела в Красной Армии. Его интеллект, умение руководить, эрудиция, подлинно научный подход к проблемам обеспечивали высокую эффективность работы. Ему было присвоено воинское звание комбрига. В 1933 году был уволен в резерв РККА.
В 1940 году защитил докторскую диссертацию «Психология музыкальных способностей». Профессор (1941), заведующий кафедрой психологии (1949—1951) философского факультета МГУ. В Московском университете разработал и читал курс лекций «История психологии».
После «павловской сессии» 1950 года, организаторы которой (К. М. Быков и А. Г. Иванов-Смоленский) требовали заменить психологию физиологией, Теплов переключился с чисто описательного исследования темпераментов на психофизиологические исследования природы индивидуальных различий. Редактор пяти выпусков сборника «Типологические особенности высшей нервной деятельности человека» (1956—1967).
Похоронен на Новодевичьем кладбище.

## Научная деятельность
В начале научной деятельности занимался преимущественно изучением зрительных, затем слуховых восприятий. В дальнейшем перешёл к исследованию способностей, в том числе музыкальных. Изучал врождённые задатки и развиваемые способности, характер, темперамент, разрабатывал методы их объективной диагностики и измерения. 
Б. М. Теплов показал, что основные музыкальные способности — «ладовое чувство», «способность к слуховому представливанию», «музыкально-ритмическое чувство» — могут находиться в разных соотношениях между собой, что обусловливает ту или иную структуру музыкальности, её своеобразие. В русле психофизиологического подхода разработал новые методики экспериментального изучения индивидуально-психологических особенностей человека, в лаборатории Теплова была установлена закономерность обратной корреляции между силой нервной системы и чувствительностью и ряд других зависимостей. Внёс значительный вклад в педагогическую, военную и инженерную психологию, заложил основы дифференциальной психофизиологии. Автор ряда работ по истории психологии, а также учебных пособий.
Последователи Б. М. Теплова (В. Д. Небылицын, В. С. Мерлин, В. М. Русалов, Э. А. Голубева и др.) достигли значительных успехов в развитии идей учителя.

## Награды
Награждён орденом Трудового Красного Знамени, медалями Ушинского, «За оборону Москвы».

## Основные работы
- Проблема цветоведения в психологии // «Психология», 1930, т. 3, в. 2
- Психология. — М., 1938 (8-е изд. 1954)
- Способности и одарённость // «Учёные записки Гос. НИИ психологии», 1941, т. 2.
- [ihtik.lib.ru/psychology_20sept2007/psychology_20sept2007_2693.rar Ум полководца.] (недоступная ссылка). — М., 1943. (4-е изд. 1990)
- Психология музыкальных способностей. — М., 1947 (2-е изд. 1961; 3-е изд. 2003)
- Психологические вопросы художественного восприятия // «Советская психология», 1946, № 6.
- Исследование индивидуально-психологических различий // НО, 1957, № 1.
- Проблемы индивидуальных различий. — М., 1961. (2-е изд. 1965)
- Избранные труды. — М.: Педагогика, 1985. (тт. 1—2)